# Abdoulaye Sy
Abdoulaye Sy (Conakry, 14 aprile 1995) è un cestista guineano.

## Carriera
Con la Guinea ha disputato due edizioni dei Campionati africani (2017, 2021).